# Ressen (Schwielochsee)
Ressen (niedersorbisch Rjasne) ist ein bewohnter Gemeindeteil von Ressen-Zaue, einem Ortsteil der Gemeinde Schwielochsee im Landkreis Dahme-Spreewald in Brandenburg.

## Lage
Ressen liegt in der Niederlausitz etwa 14 Kilometer nordwestlich der Stadt Lieberose und etwa 24 Kilometer nordöstlich von Lübben. Umliegende Ortschaften sind der zur Gemeinde Tauche gehörende Ortsteil Mittweide im Norden, Zaue im Nordosten, Speichrow im Osten, Jessern im Südosten, Goyatz im Süden, Guhlen im Südwesten, sowie die zur Gemeinde Märkische Heide gehörenden Ortsteile Leibchel im Westen und Schuhlen im Nordwesten.
Ressen liegt westlich des Schwielochsees. Durch den Ort verlaufen die Landesstraße 442 und die Kreisstraße 6112. Die Bundesstraße 87 von Lübben nach Beeskow liegt etwa drei Kilometer westlich und die Bundesstraße 320 etwa vier Kilometer südlich des Ortes.

## Geschichte
Ressen wurde erstmals im Jahr 1519 als Teil der Standesherrschaft Groß Leuthen in einer Urkunde genannt. Im Jahr 1850 lebten in Ressen 294 Einwohner in 28 Häusern. Zudem wurden zwei Wassermühlen im Ort erwähnt. Um das Jahr 1865 wurde in Ressen zudem ein Torfmeisterhaus genannt. Das Dorf gehört zum Kirchspiel Zaue.
Nach dem Wiener Kongress kam Ressen als Teil der Niederlausitz an das Königreich Preußen. Am 25. Juli 1952 wurde die Gemeinde dem neu gebildeten Kreis Lübben im Bezirk Cottbus zugeordnet. Zum 15. Dezember 1966 schloss Ressen sich mit dem Nachbarort Zaue zu der neuen Gemeinde Ressen-Zaue zusammen. Nach der Wende lag diese Gemeinde im Landkreis Lübben in Brandenburg. Am 1. Oktober 1992 schloss Ressen-Zaue sich dem Amt Lieberose/Oberspreewald an. Nach der Kreisreform in Brandenburg am 6. Dezember 1993 kam die Gemeinde schließlich zum neu gebildeten Landkreis Dahme-Spreewald. Am 26. Oktober 2003 wurde Ressen-Zaue zusammen mit den Gemeinden Goyatz, Jessern, Lamsfeld-Groß Liebitz, Mochow und Speichrow zu der neuen Gemeinde Schwielochsee zusammengeschlossen.

## Bevölkerungsentwicklung
| 1875 | 225 | 1925 | 213 | 1946 | 239 |
| 1890 | 227 | 1933 | 194 | 1950 | 225 |
| 1910 | 233 | 1939 | 178 | 1964 | 164 |

## Nachweise
1. ↑  Der Ortsteil Ressen. In: lieberose-oberspreewald.de. Amt Lieberose/Oberspreewald, abgerufen am 8. Juni 2017.
2. ↑  Ressen im Geschichtlichen Ortsverzeichnis. Abgerufen am 8. Juni 2017.
3. ↑  Historisches Gemeindeverzeichnis des Landes Brandenburg 1875 bis 2005. (PDF; 331 KB) Landkreis Dahme-Spreewald. Landesbetrieb für Datenverarbeitung und Statistik Land Brandenburg, Dezember 2006, abgerufen am 8. Juni 2017.